# 王佖 (宋朝)
王佖（?—?）, 字威伸，一字元敬，号敬巖。宋朝婺州人。
宰相王淮之孙。官至直敷文阁、福建转运副使。宋理宗时，王佖曾奏请朝廷，請立《道学传》。王佖留心於《朱子語類》，先后访得三十多家，編成《朱子語錄續類》四十卷。反对真德秀《夜气歌》之说。